# Хомутец (Полтавская область)
Хомутец (укр. Хомутець) — село, Хомутецкий сельский совет, Миргородский район, Полтавская область, Украина.
Код КОАТУУ — 5323288201. Население по переписи 2001 года составляло 2477 человек.
В Центральном Государственном Историческом Архиве Украины в городе Киеве есть документы православной церкви за 1750-1794 год
Является административным центром Хомутецкого сельского совета, в который, кроме того, входят сёла Довгалевка и Малые Сорочинцы.

## Географическое положение
Село Хомутец находится на берегах реки Хорол, выше по течению на расстоянии в 5 км расположено село Бакумовка, ниже по течению на расстоянии в 1 км расположено село Довгалевка. Река в этом месте извилистая, образует лиманы, старицы и заболоченные озёра.
Село указано на подробной карте Российской Империи и близлежащих заграничных владений 1816 года

## История
- XVI век — основание села.
- 1658 год — Павел Ефремович Апостол упоминается как Хомутецкий сотник Миргородского полка Войска Запорожского[4].
- В 1664, 1669, 1671 и 1672 годах Павел Апостол покупает земли в Хомутце[4].
- В 1689 году село было превращено в родовое поместье Апостолов.
- Март 1710 года — Даниил Павлович Апостол получает царскую грамоту на ряд сел Миргородского полка, включая Хомутец[5].
- 29 октября 1742 года в Хомутце умирает жена гетмана Даниила Апостола — Ульяна (Елена) Васильевна Искрицкая[5].
- 1782 год — селом владеет секунд-майор Михаил Даниилович Апостол. По ревизии за майором в Хомутце и Поповке числится 8 051 душа крепостных обоих полов[6].
- В 1817—1824 годы в своем имении в Хомутце почти безвыездно жила семья Ивана Матвеевича Муравьёва-Апостола, отца видных декабристов[7].

## Экономика
- Молочно-товарная и свино-товарная ферма.

## Объекты социальной сферы
- Школа.
- Дом культуры.
- Ветеринарно-зоотехнический Колледж.

## Известные люди
- Гулий, Екатерина Ивановна (род. 1937) — Герой Социалистического Труда.
- Муравьёв-Апостол Матвей Иванович (1793—1886), декабрист — после выхода в отставку в 1823 году некоторое время жил в имении отца.

## Достопримечательности

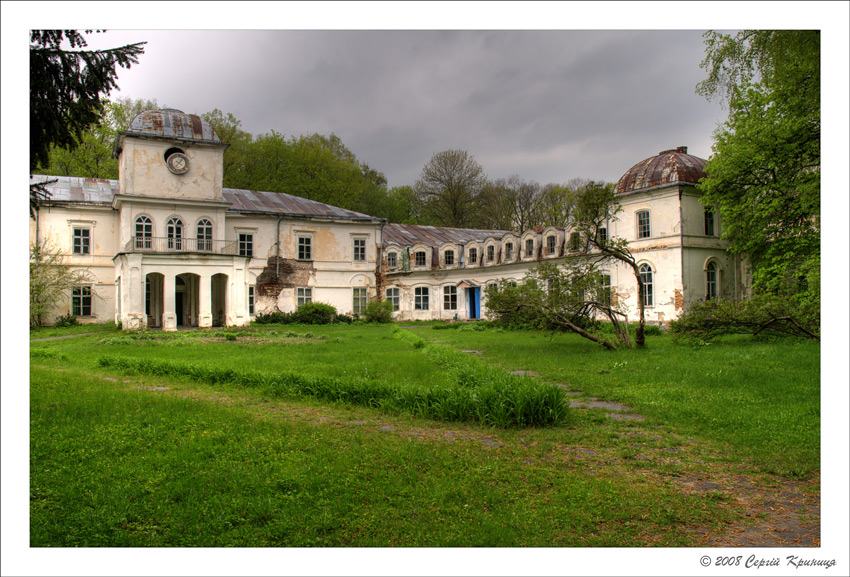
Усадьба Муравьёвых-Апостолов

- Парк «Хомутецкий» с 1972 года официально считается памятником садово-паркового искусства общегосударственного значения.
- Родовая усадьба Муравьевых-Апостолов.

## Интернет-ссылки
- Путешествие одного дня. Хомутец
- Юрий Латыш. Хомутец: разрушение исторической памяти ХайВей. ноябрь 2012 р.